# Hasse Borg
Hasse Kristian Borg (* 4. August 1953 in Örebro) ist ein ehemaliger schwedischer Fußballspieler. Der Abwehrspieler, der zwischen 1976 und 1985 49 Länderspiele für die schwedische Nationalmannschaft bestritt, wurde zweimal mit Malmö FF schwedischer Meister.

## Werdegang

### Vereinskarriere
Borg begann als Neunjähriger mit dem Fußballspielen. Bei einem Spiel von BK Forward wurde er vom Trainer des Örebro SK Orvar Bergmark entdeckt, der ihn verpflichtete. Der rechte Außenverteidiger debütierte am 13. April 1974 für den Klub in der Allsvenskan, als man sich 1:1-Unentschieden von Djurgårdens IF trennte. In der Folge etablierte er sich in der Mannschaft und verpasste nahezu kein Ligaspiel des Vereins.
Bei einem Spiel in der Qualifikation zur Weltmeisterschaft 1978 im Oktober 1976 in der Schweiz machte er durch eine starke Leistung die Verantwortlichen von Eintracht Braunschweig auf sich aufmerksam und nach monatelangen Verhandlungen wurde er vom deutschen Verein im Sommer 1977 für eine Ablösesumme von 800.000 schwedischen Kronen verpflichtet. Borg feierte Ende Juli beim DFB-Pokal-Spiel gegen Eintracht Nordhorn sein Pflichtspieldebüt für die Niedersachsen und bald etablierte er sich als Stammkraft in der Bundesliga. Auch nach dem Abstieg in die 2. Bundesliga 1980 blieb er dem Klub treu und schaffte den direkten Wiederaufstieg. In der ersten Liga machte er 1981 Schlagzeilen, als er von Emanuel Günther so schwer gefoult wurde, dass er mit einem komplizierten Beinbruch in ein Krankenhaus eingeliefert werden musste.  Nach einer 1:3-Niederlage gegen Bayer 04 Leverkusen am letzten Spieltag der Spielzeit 1982/83 verabschiedete er sich nach 139 Bundesliga-Einsätzen und sieben Erstligatoren vom deutschen Fußball.
Borg kehrte nach Schweden zurück und heuerte bei Malmö FF an. In den Spielzeiten 1986 und 1988 gewann er mit dem Klub den Von-Rosens-Pokal für den schwedischen Meister. Beim Klub beendete er anschließend seine aktive Laufbahn.

### Nationalmannschaft
Borg debütierte am 28. Februar 1976 beim 1:1-Unentschieden gegen die tunesische Nationalmannschaft in Tunis im schwedischen Nationaljersey. Mit der Landesauswahl nahm er an der Weltmeisterschaft 1978 in Argentinien teil und bestritt alle drei Vorrundenspiele. Nach einem Unentschieden gegen Brasilien und jeweils Niederlagen gegen Österreich und Spanien schied die schwedische Mannschaft bereits in der Vorrunde aus. Bis 1985 lief er noch für die Landesauswahl auf, die Qualifikation für ein weiteres Turnier blieb ihm versagt. 

### Nach dem aktiven Fußball
1999 übernahm Borg das Amt des Sportdirektors bei seiner letzten Spielstation. Unter seiner Leitung kamen bei Malmö FF Spieler wie Zlatan Ibrahimović, Markus Rosenberg und Afonso Alves groß raus und in der Spielzeit 2004 gewann der Klub nach 16 Jahren Pause wieder den schwedischen Meistertitel.